# Long Distance Routes

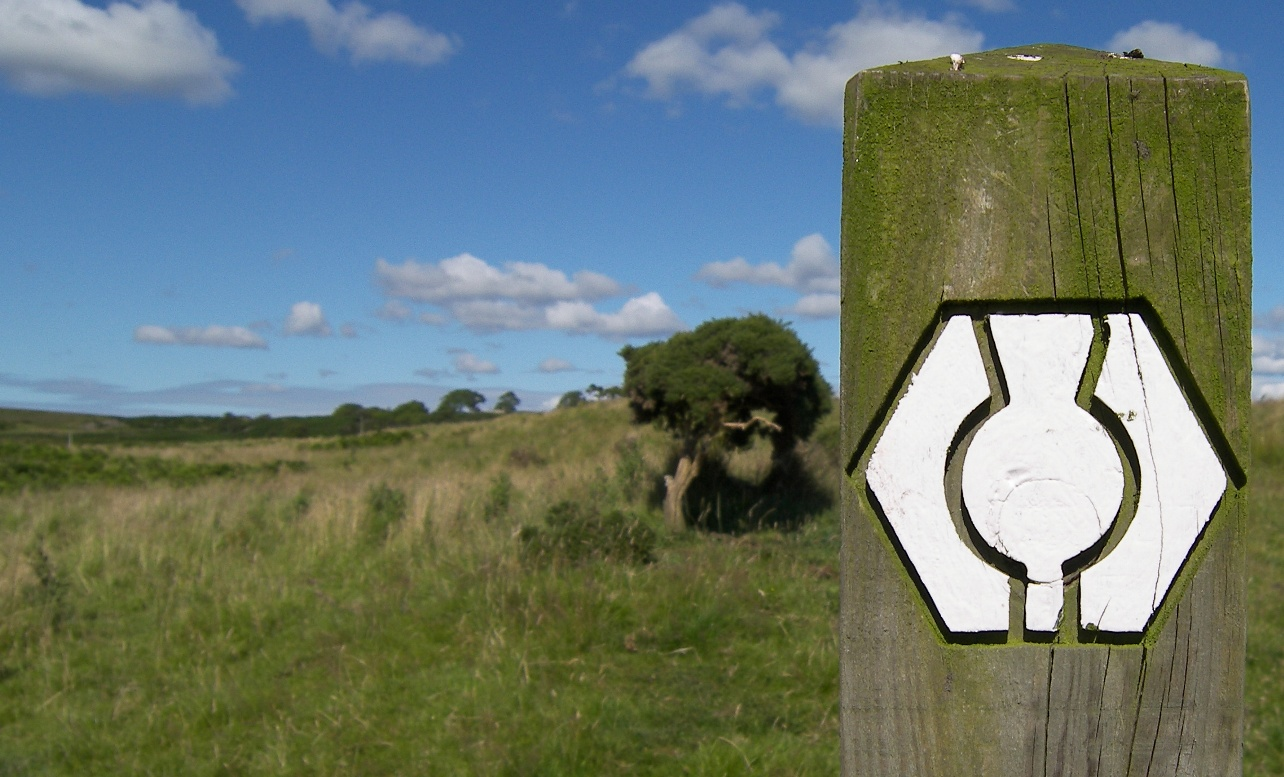
Do oznaczenia szlaków użyto symbolu popłocha pospolitego wpisanego w sześciokąt

Long Distance Route (LDR) − długodystansowe szlaki turystyczne wymagające kilku dni na pokonanie znajdujące się na terenie Szkocji.
Long Distance Routes oznaczone są na całych swoich długościach sześciokątnymi grafikami popłocha pospolitego, będącego symbolem Szkocji. Istnieją cztery takie szlaki.

## Lista Long Distance Routes
- West Highland Way (153 km),
- Speyside Way (135 km łącznie z odnogami),
- Southern Upland Way (341 km),
- Great Glen Way (117 km).

W Anglii oraz Walii takie długodystansowe ścieżki istnieją pod nazwą National Trails.